# Belbodamaeus rarituberculatus
Belbodamaeus rarituberculatus är en kvalsterart som beskrevs av Bayartogtokh 2004. Belbodamaeus rarituberculatus ingår i släktet Belbodamaeus och familjen Damaeidae. Inga underarter finns listade.